# Mukkavaara
Mukkavaara är ett berg i Finland. Det ligger i Enontekis i landskapet Lappland, i den norra delen av landet, 1 000 km norr om huvudstaden Helsingfors. Toppen på Mukkavaara är 680 meter över havet.
Terrängen runt Mukkavaara är huvudsakligen kuperad, men åt sydost är den platt.  Trakten runt Mukkavaara är nära nog obefolkad, med mindre än två invånare per kvadratkilometer. Närmaste större samhälle är Kilpisjärvi, 18,8 km nordväst om Mukkavaara. Omgivningarna runt Mukkavaara är i huvudsak ett öppet busklandskap.